# Issa Chetoui
Issa Ali Chetoui (arabisch عيسى علي شتاوي; auch Esa Shetewi; * 1953) ist ein ehemaliger libyscher Marathonläufer.

## Sportliche Laufbahn
Chetoui belegte bei den Olympischen Sommerspielen 1980 in Moskau den 44. Platz im Marathonlauf.